# Moeche
Moeche és un municipi de la província de la Corunya a Galícia. Pertany a la Comarca de Ferrol.
| 3.168 | 3.509 | 3.432 | 2.088 | 1.461 |
| Fonts: INE i IGE (Els criteris de registre censal variaren i les dades de l'INE i de l'IGE poden no coincidir.) |       |       |       |       |

## Parròquies
- Abade (Santiago)
- Labacengos (Santa María)
- San Xoán de Moeche (San Xoán)
- San Xurxo de Moeche (San Xurxo)
- Santa Cruz de Moeche (Santa Cruz)